# Java (isla)
Java (indonesio: Jawa; javanés: ꦗꦮ; sondanés: ᮏᮝ) es una isla de Indonesia. Posee una superficie aproximada de 132 000 km² y una población de 160 millones de habitantes (2015), lo que la convierte en la isla más poblada del mundo, por delante de Honshū, en Japón. Concentra las ciudades más grandes e importantes de dicho país, incluyendo a Yakarta, su capital.
Si fuera un país, ocuparía el noveno puesto en el ranking de países más poblados del mundo, por delante de Rusia y México, y sería el segundo del mundo por densidad (1098 hab/km²).

## Etimología
Los orígenes del nombre "Java" no están claros. Una posibilidad es que la isla recibiera su nombre de la planta jáwa-wut, que se decía que era común en la isla durante la época, y que antes de la indianización la isla tenía nombres diferentes. Hay otras posibles fuentes: la palabra jaú y sus variaciones significan "más allá" o "distante". Y, en sánscrito yava significa cebada, planta por la que era famosa la isla. "Yavadvipa" se menciona en la epopeya más antigua de India, el Ramayana. Sugriva, el jefe del ejército de Rama, envió a sus hombres a Yavadvipa, la isla de Java, en busca de Sita. De ahí que en la India se la conociera con el nombre sánscrito de "yāvaka dvīpa" (dvīpa = isla). Java se menciona en el antiguo texto tamil Manimekalai de Chithalai Chathanar en el que se afirma que Java tenía un reino con una capital llamada Nagapuram. Otra fuente afirma que la palabra "Java" deriva de una palabra de raíz protoaustronesia, que significa "hogar".
La gran isla de Iabadiu o Jabadiu fue mencionada en la Geographia' de Ptolomeo compuesta alrededor del año 150 EC en el Imperio Romano. Iabadiu se dice que significa "isla de la cebada", que es rica en oro y que tiene una ciudad de plata llamada Argyra en el extremo oeste. El nombre indica Java y parece derivar del nombre sánscrito Java-dvipa (Yavadvipa). Las noticias anuales de Songshu y Liangshu (siglo V de nuestra era) se referían a Java como 闍婆 (She-pó o She-bó), He-ling (640-818), y luego volvieron a llamarla She-po hasta la dinastía Yuan (1271-1368), donde empezaron a mencionarla 爪哇 (Zhao-Wa o Chao-Wa). Según el libro de Ma Huan (el Yingya Shenlan), los chinos llamaban a Java Chao-Wa, y la isla se llamaba She-po en el pasado. Sulaiman al-Tajir al-Sirafi mencionó dos islas notables que separaban Arabia y China: Una es Al-Rami, de 800 farsaj de longitud, identificada como Sumatra, y la otra es Zabaj (árabe: الزابج, indonesio: Sabak), de 400 farsaj de longitud, identificada como Java.: 30–31  Cuando Giovanni de Marignolli regresó de China a Aviñón, se quedó unos meses en el Reino de Saba, del que dijo que tenía muchos elefantes y estaba dirigido por una reina; Saba puede ser su interpretación de She-bó. : xii, 192-194  Afanasi Nikitin, comerciante de Tver (en Rusia), viajó a la India en 1466 y describió la tierra de java, a la que llamó шабайте (shabait/šabajte).

## Historia

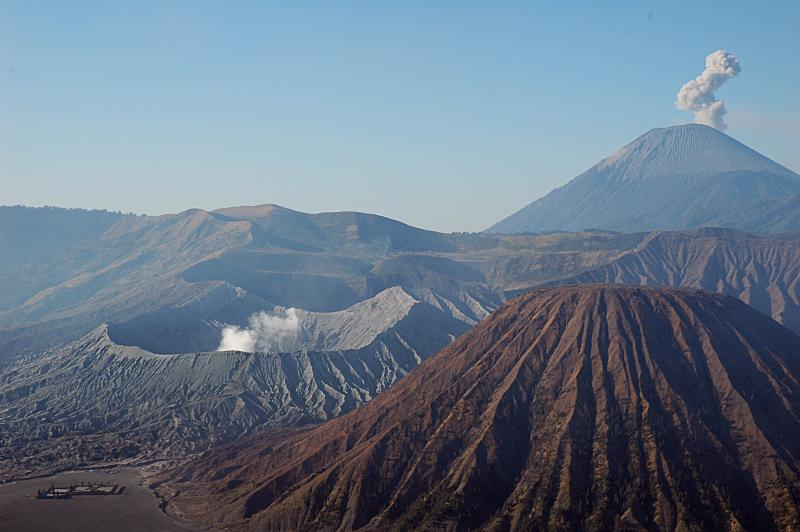
Paisaje en la isla

Durante aproximadamente dos siglos la isla de Java fue ocupada por neerlandeses y administrada por la Compañía de las Indias Orientales Neerlandesas junto a un grupo de islas denominadas “Insulindia”. Al desaparecer dicha compañía, en el año 1798, Java y el resto de sus posesiones pasaron automáticamente a manos del gobierno neerlandés.
Los territorios que ocupaban las Indias Neerlandesas en Asia fueron: Java (Batavia), Sumatra, Borneo, Malaca, Penang, Palikate, Negapatanam, Masulipan, Cochin, Tuticorin, Ceilán, parte oeste de India y parte este de Timor. La administración y el poder ejecutivo de las Indias Neerlandesas eran controlados por un gobernador general.
En la antigüedad la isla de Java se componía de uno o varios estados indios, siendo gobernada despóticamente por sus príncipes. 
Hacia el año 1400 se introdujo el mahometismo, cuyos creyentes fundaron los reinos de Bantam y Mataram. Al mismo tiempo se formaron los nuevos sultanados de Yakarta, Kedu y Madura.
En 1520 los portugueses entablaron relaciones comerciales con los javaneses, y Lisboa se convirtió así en el centro comercial en donde se encontraban las mercancías de las Indias Orientales con los comerciantes del centro y norte de Europa. Pero en 1580 Felipe II unió las coronas de Portugal y España, y estando la Casa de Austria en guerra con los protestantes de los Países Bajos, cerró el comercio del puerto de Lisboa a sus enemigos. 
En el año 1594 varias flotas de bucaneros luteranos partieron rumbo al cabo de Buena Esperanza y al estrecho de Magallanes. De este modo las posesiones portuguesas y españolas de las Indias Orientales se vieron asaltadas por todas partes al mismo tiempo.
En 1596 arribaron a Java nueve navíos neerlandeses al mando de Jacobo Neck. Las fuerzas neerlandesas expulsaron a los portugueses e ingleses, que ya habían hecho algún conato de colonización, y luego se encargaron de debilitar a los príncipes indígenas sembrando entre ellos el cisma de la discordia.
Con el objetivo de evitar la competencia entre las diversas sociedades colonizadoras se formó una única compañía neerlandesa, con derecho exclusivo para comerciar y asaltar cualquier enclave de la región. La compañía comenzó sus negocios en 1602, y en solo 20 años se vio dueña de un gran imperio. Su residencia se fijó en Java, en donde el general Coen edificó la ciudad de Batavia en el año 1619.
El 1650 los 17 directores de la Compañía de las Indias Orientales Neerlandesas dieron al gobierno de Batavia (Yakarta) una nueva constitución que estuvo vigente sin modificación alguna hasta 1800.
En 1684 los neerlandeses obligaron al pacífico sultán de Bantam a evacuar su capital, y hacia 1700 también sometieron el territorio de Cheribon.
En 1755 los Países Bajos dividieron el imperio de Asia en dos partes: una la cedieron a los herederos de los jefes indígenas que llevaron el título de Susuhumanes, y otra la pusieron al mando de un sultán. Los príncipes impuestos por los Países Bajos se mantuvieron en estrecha dependencia con este país, siendo obligados no solo a admitir en sus palacios a los embajadores neerlandeses, sino también a tolerar una fortaleza en su propia residencia. 
En el siglo XVIII los beneficios comerciales de la compañía fueron en parte absorbidos por los gastos del gobierno neerlandés. Esta fue la causa de la rápida decadencia de la Compañía de las Indias Orientales Neerlandesas. Otros motivos que también propiciaron dicha caída fueron la infidelidad de algunos funcionarios, el contrabando, el robo y la competencia de la Compañía Británica de las Indias Orientales. En 1800 las posesiones gravadas con enormes deudas, pasaron a manos del gobierno de los Países Bajos.
Como consecuencia de las guerras napoleónicas, que originaron la ocupación de los Países Bajos por Napoleón, los ingleses se apoderaron de los territorios que conformaban las Indias Neerlandesas entre 1811 y 1815. Luego estos territorios fueron restituidos a los Países Bajos por el Tratado de Paz de París de 1815.

## Economía colonial neerlandesa

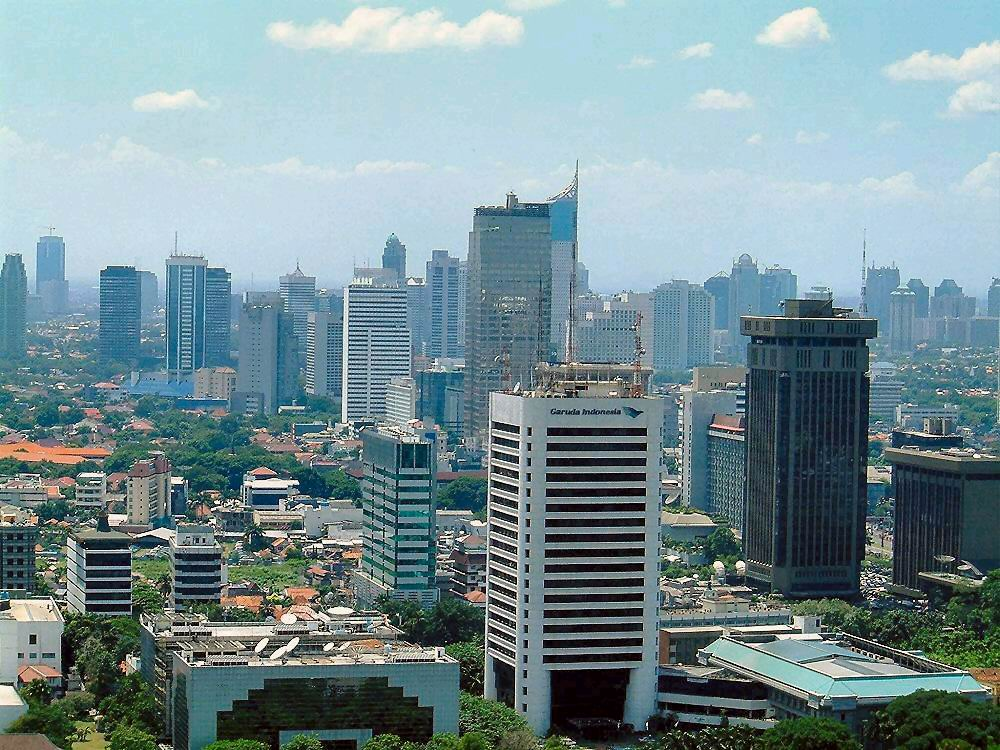
Yakarta capital de Indonesia, situada en la isla de Java.

Durante el período que duró la ocupación de la región por parte de la Compañía de las Indias Orientales Neerlandesas, fue muy común la práctica de contramarcar las monedas extranjeras con diferentes punzones y leyendas con el objetivo de garantizar su circulación y valor en toda la colonia. La primera contramarca utilizada en la isla contenía un caballo con jinete dentro de un rombo. La segunda fue empleada en Batavia en 1790, marcándose todas las monedas en circulación con el símbolo de la Compañía de las Indias Orientales Neerlandesas: “V.O.C.” (Verenigde Oostindische Compagnie), y algunas veces en el reverso con el escudo de la ciudad de Utrecht. Esta contramarca fue estampada sobre reales de a ocho españoles y diferentes monedas de Países Bajos, Francia y Austria. Su tamaño era de 15 milímetros aproximadamente, aunque existen muchas variantes de tipos de letras y tamaños. También se conoce una contramarca con el nombre de la isla en árabe dentro de un círculo.

## Administración
La división administrativa de Java se fundamenta en 4 provincias, 1 región especial (istimewa daerah), y 1 capital especial del distrito de la ciudad (ibukota khusus daerah):
- Bantén
- Yakarta
- Java Barat (Java del oeste)
- Java Tengah (Java Central)
- Java Timur (Java del este)
- Yogyakarta

## Geografía humana

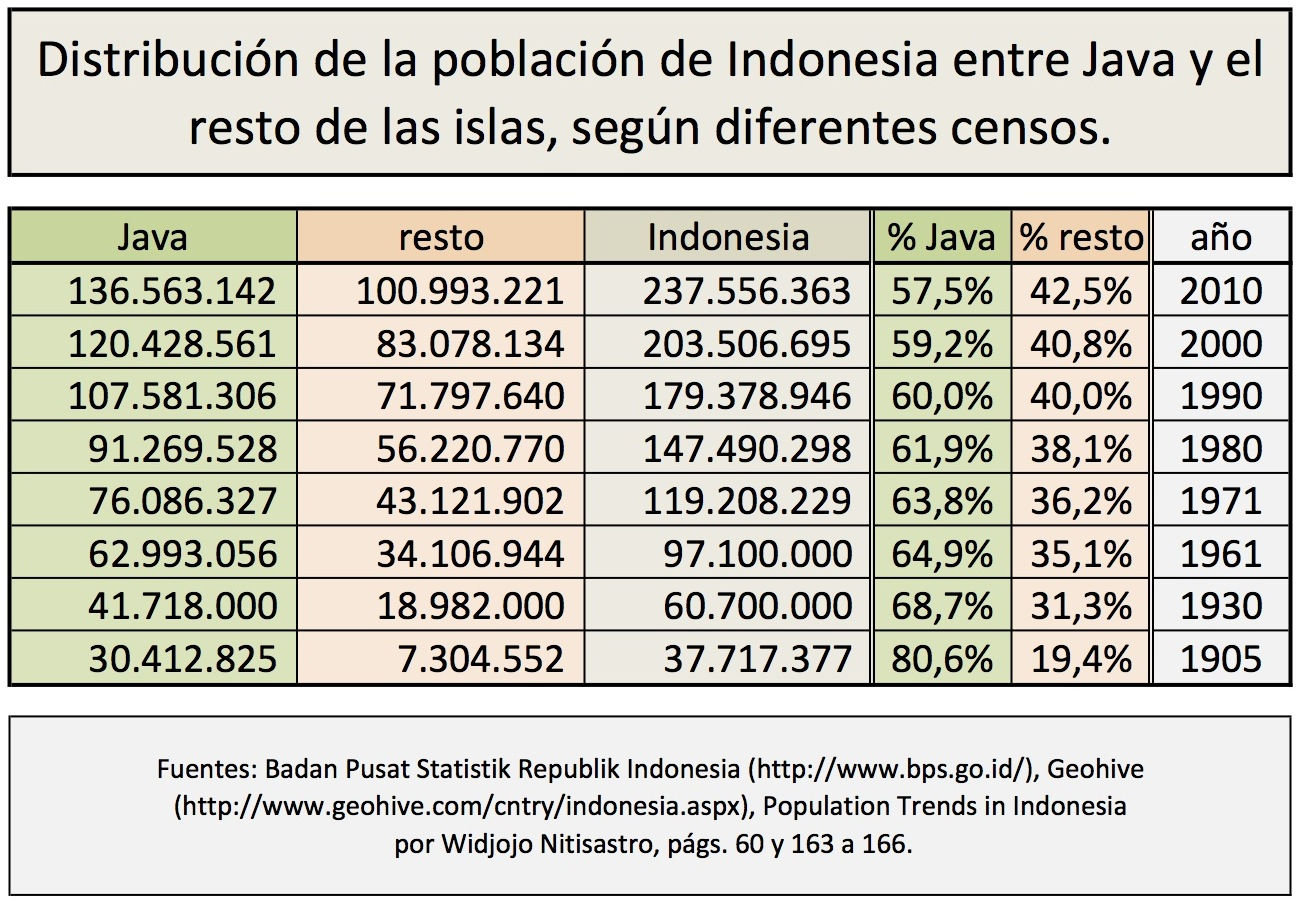
Evolución del peso demográfico de Java en Indonesia.

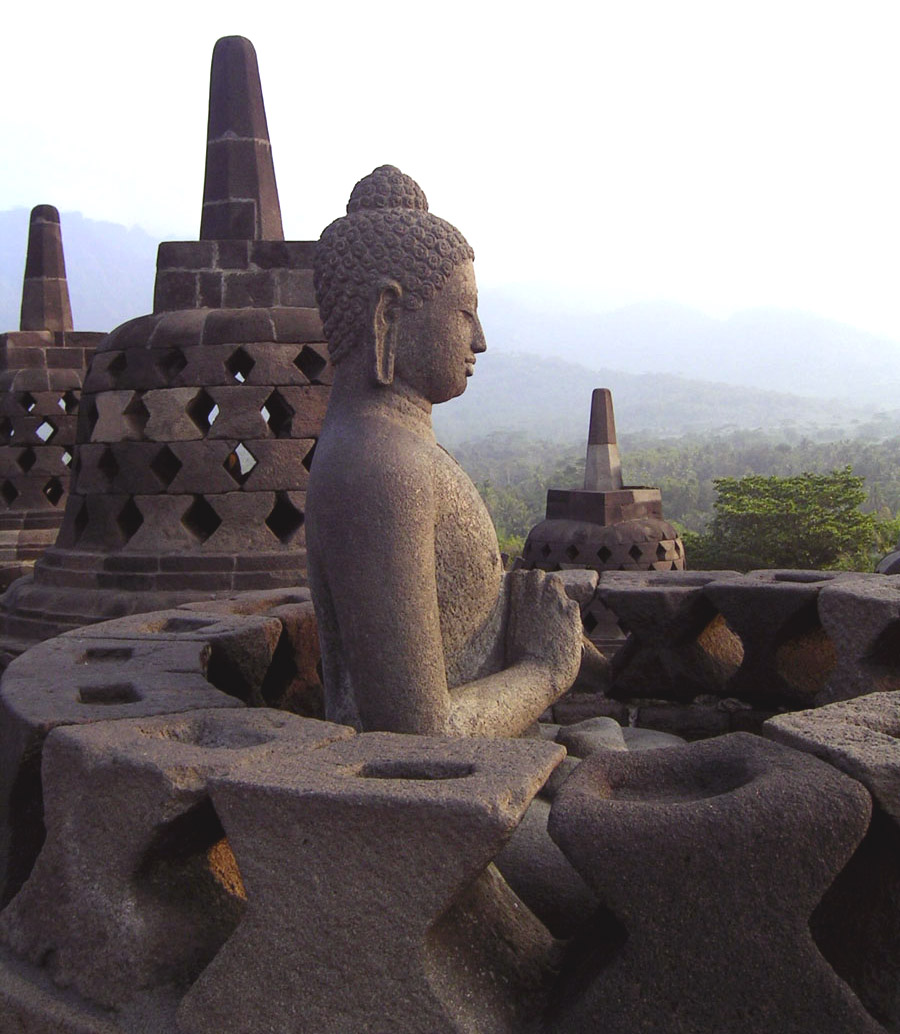
El perfecto Buda Borobudur.

Java contiene a la capital de Indonesia, Yakarta. Los destinos turísticos más populares incluyen la ciudad de Yogyakarta, un gran monumento budista en forma de pirámide conocido como Borobudur y el templo hindú más grande de Java, el Prambanan.

### Etnicidad y cultura

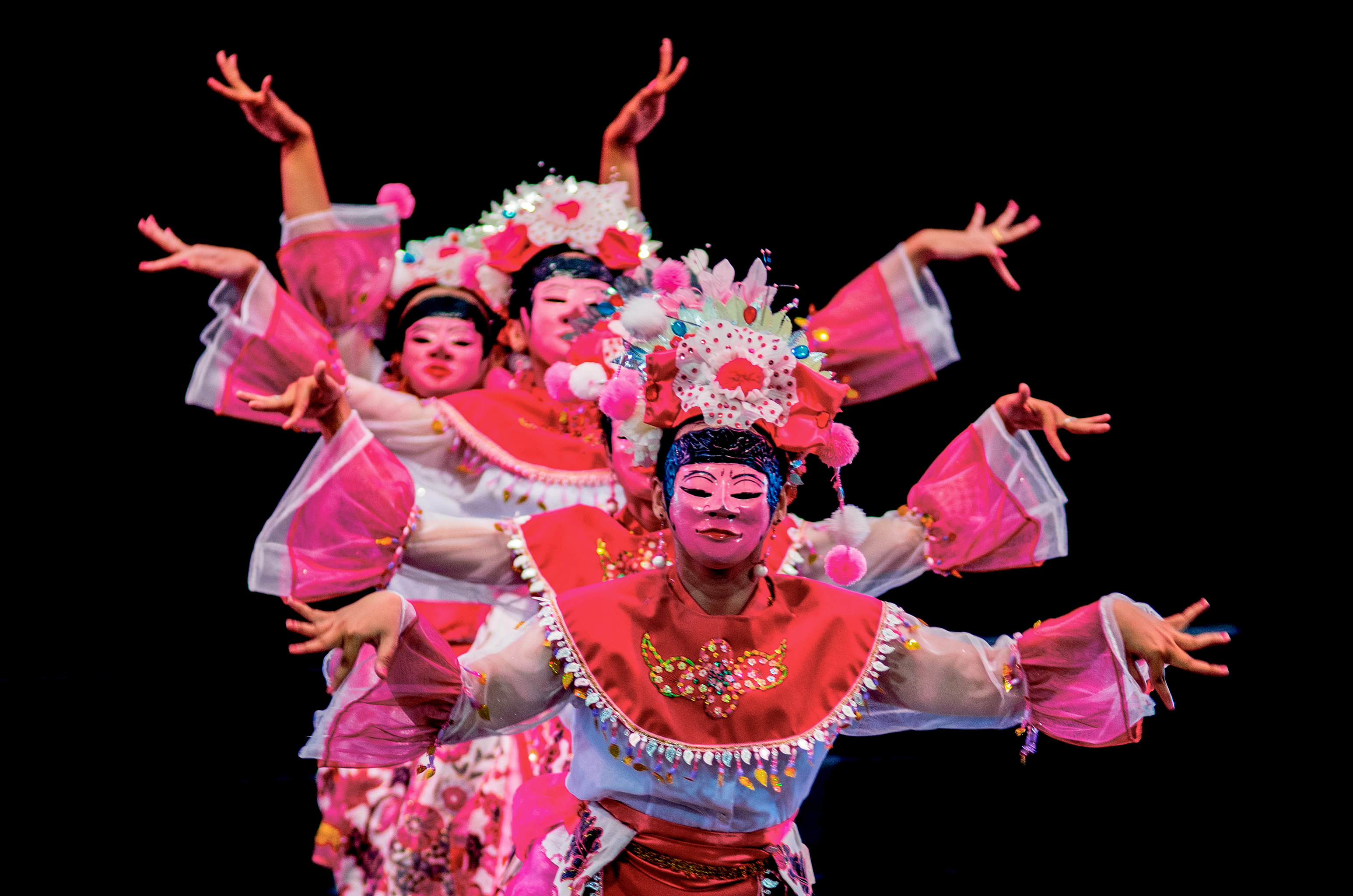
Baile de máscaras betawi (Tari Topeng Betawi).

A pesar de su gran población y en contraste con las otras grandes islas de Indonesia, Java es comparativamente homogénea en su composición étnica. Sólo dos grupos étnicos son nativos de la isla: los javaneses y los sondaneses. Un tercer grupo es el madurés, que habita la isla de Madura, frente a la costa noreste de Java, y que ha inmigrado a Java Oriental en gran número desde el siglo XVIII. Los javaneses constituyen aproximadamente dos tercios de la población de la isla, mientras que los sundaneses y los madureses representan el 38 % y el 10 %, respectivamente. El cuarto grupo es el pueblo betawi que habla un dialecto de la Malay, son los descendientes de la gente que vivía alrededor de Batavia desde alrededor del siglo XVII. Los betawis son criollos, en su mayoría descendientes de varios grupos étnicos del archipiélago indonesio, como malayo, sondanés, javanés, balinés, minang, bugis, makassar, ambonés, mezclados con grupos étnicos extranjeros como portugueses, holandeses, árabes, chinos e indios traídos o atraídos a Batavia para satisfacer las necesidades de mano de obra. Tienen una cultura y una lengua distintas de las de los sondaneses y javaneses de los alrededores.

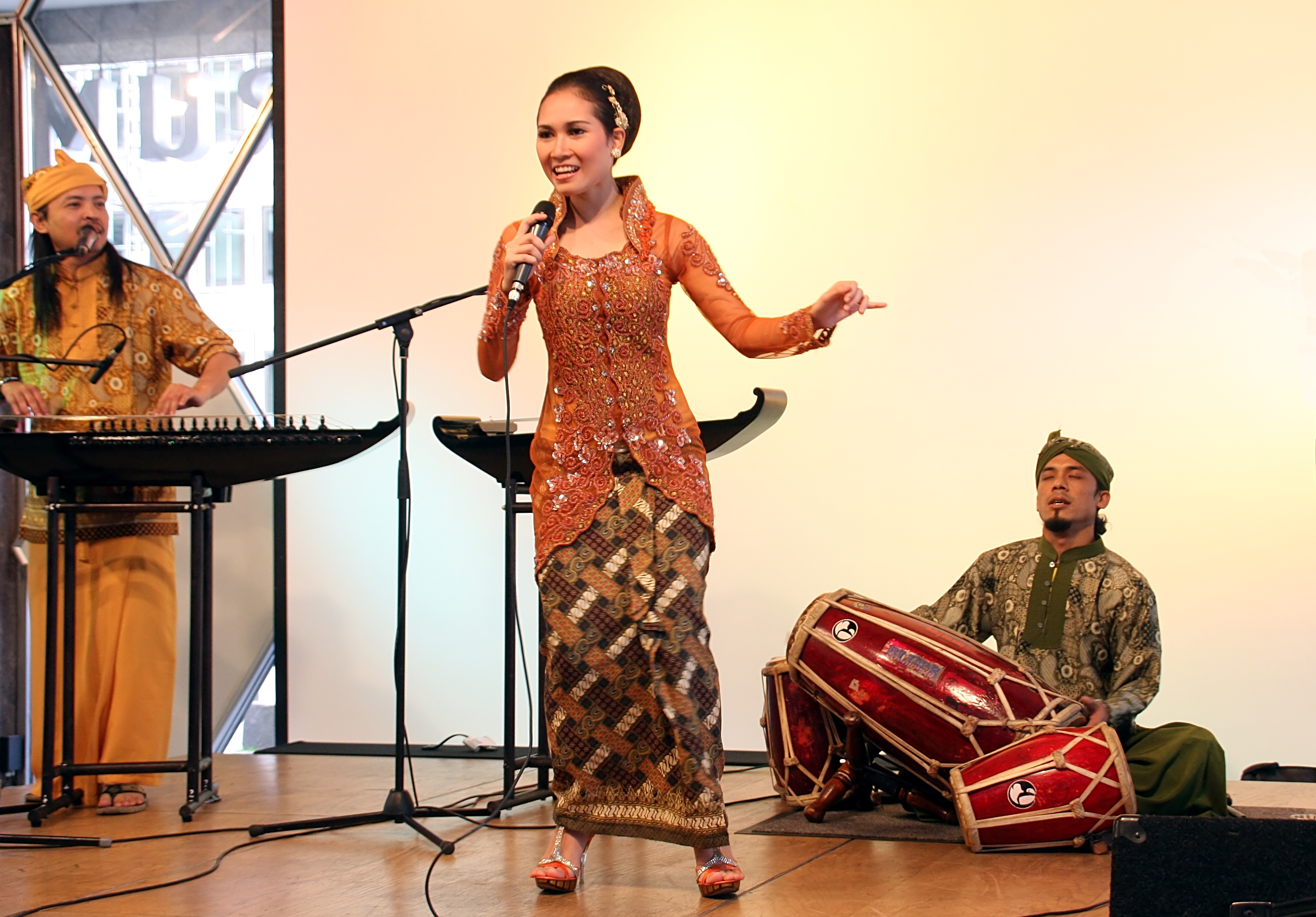
SambaSunda actuación musical, con instrumentos musicales tradicionales sondaneses

El texto en prosa javanesa Tantu Pagelaran (hacia el siglo XV) explicaba el origen mítico de la isla y su naturaleza volcánica.
En la isla existen cuatro grandes áreas culturales: la parte central de Java o Yogyakarta es el corazón del pueblo javanés y la costa norte de la región pasisir, las tierras del sondanés (sondanés:  tártaro Sonda) en la parte occidental de Java y Parahyangan como núcleo central, el saliente oriental de Java también conocido como Blambangan. Madura constituye una quinta zona que tiene estrechos lazos culturales con la zona costera oriental de Java. La cultura kejawen de Java es la más dominante de la isla. La aristocracia que queda en Java tiene su base aquí, y es la región de donde procede la mayoría de la élite militar, empresarial y política de Indonesia. Su lengua, sus artes y su etiqueta se consideran las más refinadas y ejemplares de la isla. El territorio se extiende desde Banyumas en el oeste hasta Blitar en el este y abarca las tierras agrícolas más fértiles y densamente pobladas de Indonesia. '

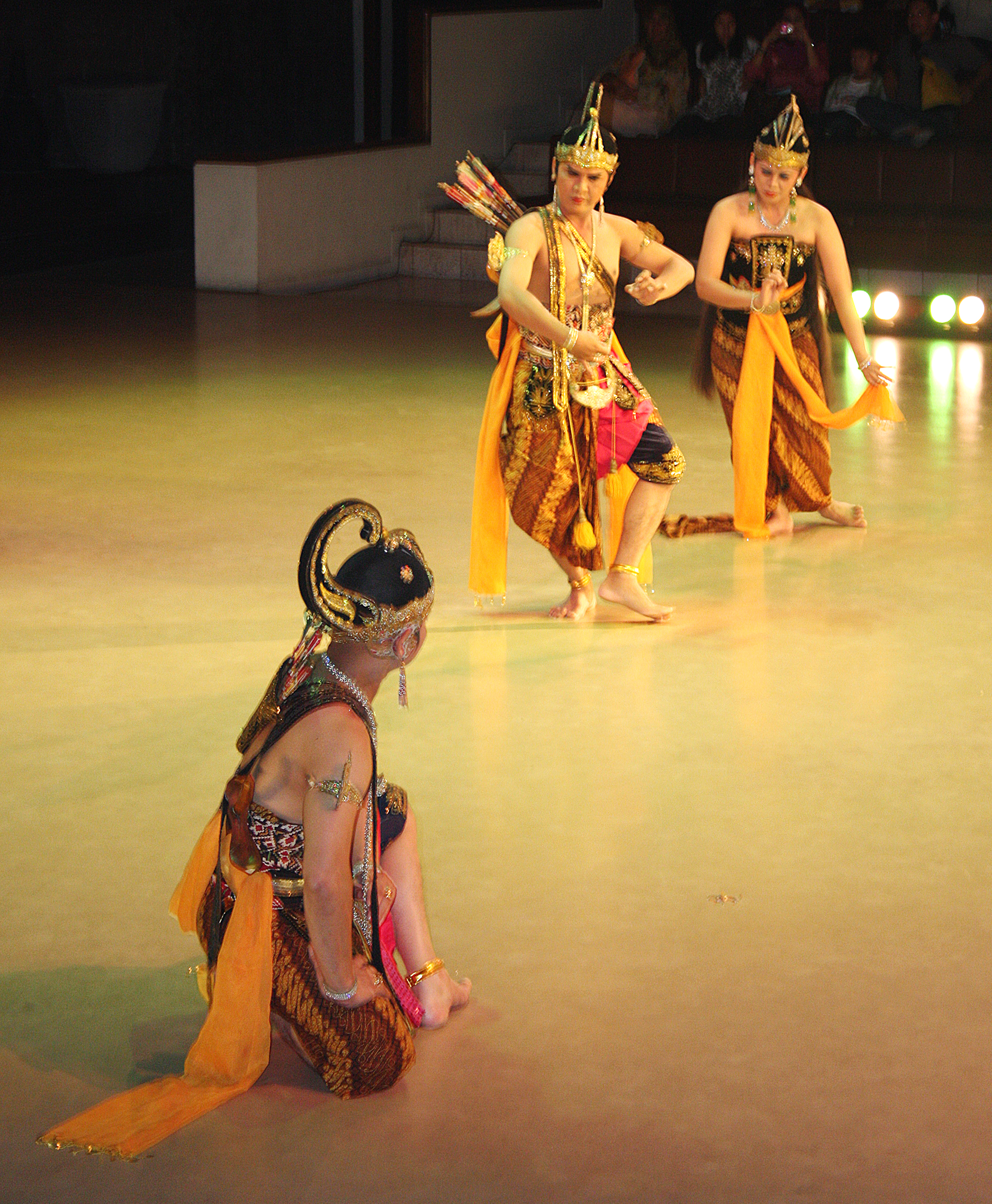
Lakshmana, Rama y Shinta en el ballet del Ramayana en Prambanan, Java.

En la parte suroccidental de Java Central, que suele denominarse región de Banyumasan, se produjo un mestizaje cultural; uniendo la cultura javanesa y la cultura sundanesa para crear la cultura Banyumasan. En las ciudades de la corte javanesa central de Yogyakarta y Surakarta, los reyes contemporáneos remontan sus linajes a los reinos islámicos precoloniales que gobernaron la región, lo que convierte a estos lugares en depositarios especialmente importantes de la cultura javanesa clásica. Las artes clásicas de Java incluyen la música gamelan y los espectáculos de marionetas wayang.
Java fue la sede de muchos reinos influyentes en la región del sudeste asiático, Y como resultado, muchas obras literarias han sido escritas por autores javaneses. Entre ellas figuran Ken Arok y Ken Dedes, la historia del huérfano que usurpó a su rey y se casó con la reina del antiguo reino javanés; y traducciones de Ramayana y Mahabharata. Pramoedya Ananta Toer es un famoso autor indonesio contemporáneo, que ha escrito muchas historias basadas en sus propias experiencias de haber crecido en Java, y toma muchos elementos del folclore y las leyendas históricas javanesas.

## Entorno natural

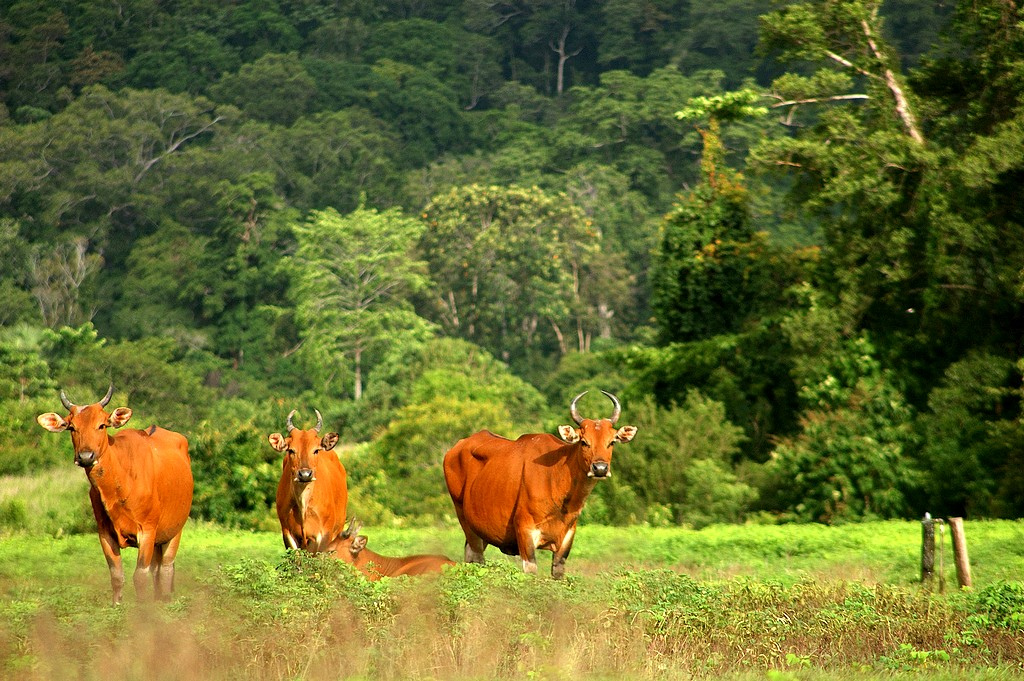
Banteng en el Alas Purwo, extremo oriental de Java

La isla de Java está situada en una cadena de islas con la isla de Sumatra, al noroeste, y las islas de Bali y de Madura, al este, de las que la separan las aguas de los estrechos de Bali y de Madura, respectivamente. Es la decimotercera isla más grande del mundo. Al noreste está la gran isla de Borneo. Al sur está la isla de Navidad.
Java posee un origen volcánico, y contiene nada menos que 38 montañas cuya forma cónica característica indica que en un tiempo pasado fueron volcanes activos. En esta isla, Eugène Dubois encontró el Homo erectus.
El entorno natural de Java es de bosque húmedo tropical, con ecosistemas que van desde los bosques costeros de manglares en la costa norte, los acantilados costeros rocosos en la costa sur y los bosques tropicales de baja altitud hasta los bosques húmedos de gran altitud en las laderas de las regiones volcánicas montañosas del interior. El medio ambiente y el clima de Java cambian gradualmente de oeste a este; de un bosque húmedo y denso en las partes occidentales a un medio ambiente seco de sabana en el este, lo que corresponde al clima y las precipitaciones de estas regiones.

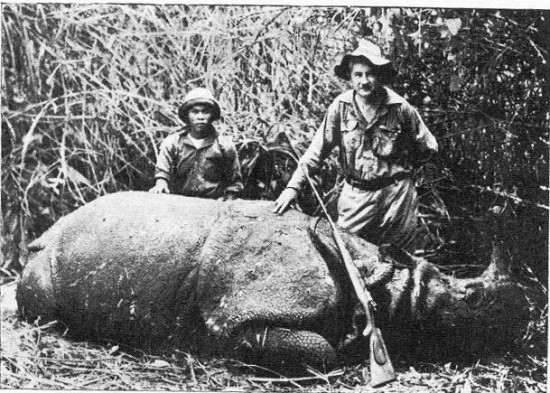
Ejemplar macho de rinoceronte de Java abatido en 1934 en Java Occidental. En la actualidad, sólo sobreviven unos pocos rinocerontes de Java en el Parque Nacional de Ujung Kulon; es el rinoceronte más raro del mundo.

La fauna de Java originalmente era rica en biodiversidad, donde prosperaban numerosas especies endémicas de flora y fauna, como el rinoceronte de Java, Banteng de Java, Cerdo verrugoso de Java, Águila halcón de Java, Pavo real de Java, [gibón plateado de Java, langur de Java oriental, lutung de Java, ciervo ratón de Java, rusa de Java y leopardo de Java. Con más de 450 especies de aves y 37 endémicas, Java es un paraíso para los observadores de aves. En Java hay unas 130 especies de peces de agua dulce. También hay varias especies endémicas de especies de anfibios en Java, incluidas 5 especies de ranas arbóreas.
Desde la antigüedad, el hombre ha abierto la selva, alterado el ecosistema, modelado los paisajes y creado Arrozales y terrazas para mantener a la creciente población. Las terrazas de arroz de Javan existen desde hace más de un milenio y habían servido de sustento a antiguos reinos agrícolas. La creciente población humana ha ejercido una fuerte presión sobre la fauna de Java, ya que los bosques tropicales disminuyeron y quedaron confinados a las laderas de las tierras altas o a penínsulas aisladas. Algunas de las especies endémicas de Java están ahora en peligro crítico, y algunas ya se han extinguido; Java solía tener tigre de Javas y elefante de Javas, pero ambos se han extinguido. Hoy existen en Java varios parques nacionales que protegen lo que queda de su frágil fauna, como Ujung Kulon, Monte Halimun-Salak,  Gede Pangrango, Baluran, Meru Betiri, Bromo Tengger Semeru y Alas Purwo.